# Felipe Segundo Guzmán
Felipe Segundo Guzmán (La Paz, Bolivia; 17 de enero de 1879-16 de junio de 1932) fue un pedagogo, catedrático de universidad y político boliviano. Ocupó el cargo de presidente de Bolivia desde el 3 de septiembre de 1925 hasta el 10 de enero de 1926.

## Biografía
Felipe Segundo nació el 17 de enero de 1879 en la ciudad de La Paz, Bolivia. Fue un sobresaliente pedagogo, se ocupó de la castellanización de los aymaras y quechuas y enseñó en la escuela de maestros del altiplano. Fue director de varios e importantes colegios de La Paz; Rector de la Universidad de “San Agustín” de Oruro, catedrático de Economía Política en la Universidad de San Andrés de La Paz. Viajó a Europa para estudiar ciencias pedagógicas.
Se incorporó al Partido Republicano, de Bautista Saavedra, fue Ministro de Relaciones exteriores, Ministro de Instrucción pública, Ministro de Colonización y Agricultura, Diputado por La Paz, Senador por La Paz y, como tal, elegido presidente de la esa Cámara y del Congreso Nacional.

## Presidencia de Bolivia

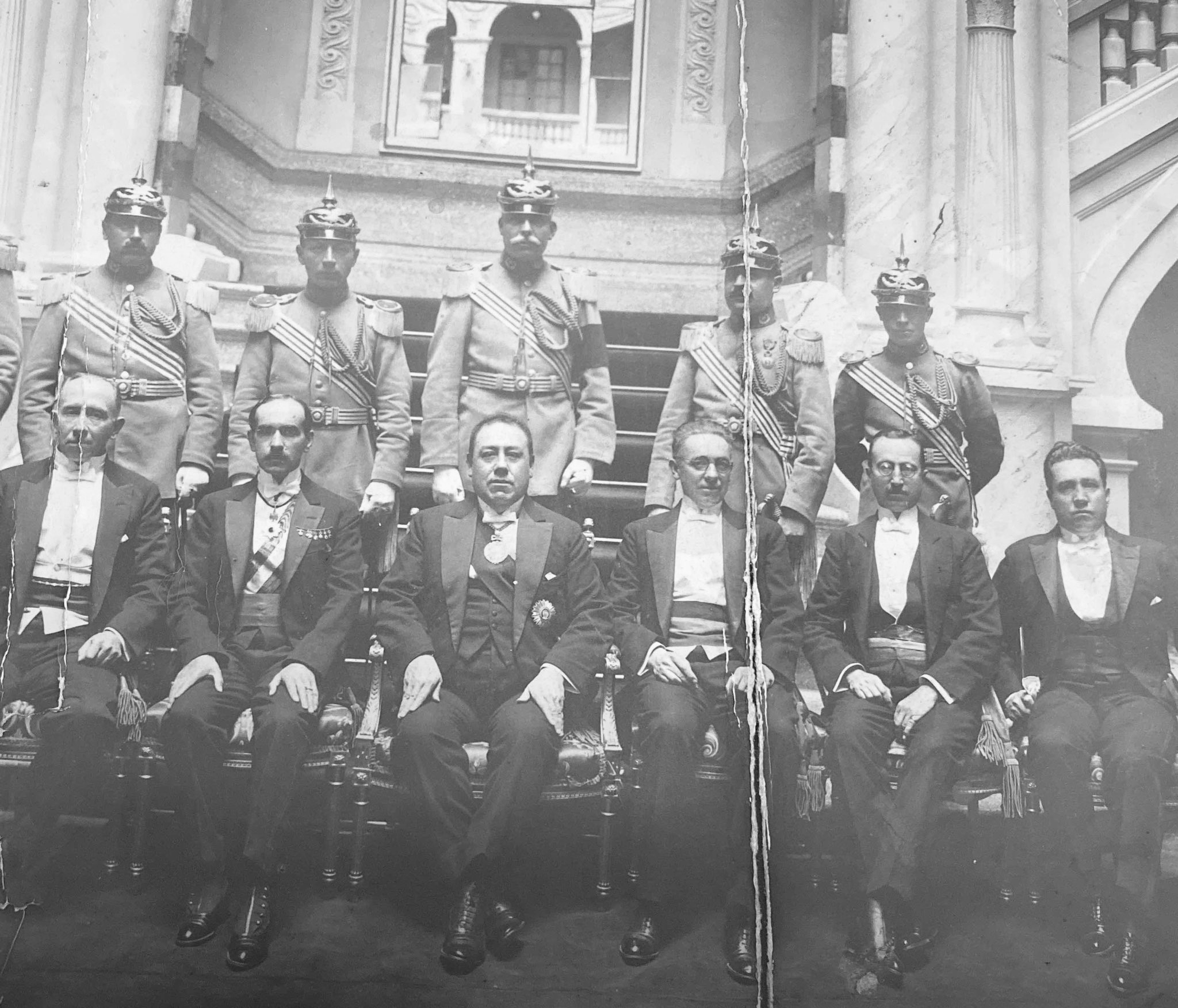
Gabinete de Felipe Guzmán.

En 1925 la elección del candidato José Gabino Villanueva, fue anulada porque sus planes de gobierno eran contrarios al republicanismo, el congreso dominado por Bautista Saavedra dictó una ley para anular su elección, y señalaba que “se hará cargo del Poder Ejecutivo el Presidente de H. Congreso Nacional conforme a la Constitución Política del Estado”. Se encargaba a ese presidente interino, por tanto, de “convocar a la elección de presidente y vicepresidente titulares para el 1º de diciembre del presente año, debiendo verificarse la transmisión del mando el 10 de enero de 1926”.
Así se hizo y Guzmán asumió la presidencia, convocó a elecciones y entregó el poder al elegido, que fue Hernando Siles.
Siles lo llamó para que ejerciera el Ministerio de Educación Pública. Luego se retiró a la vida privada.
Murió en La Paz, el 16 de junio de 1932. Ha escrito: El problema pedagogico de Bolivia y La educación del caracter nacional.